# 豪格施拉格
豪格施拉格是奥地利下奥地利州格明德县的一个市镇。总面积22.65平方公里，总人口517人，人口密度22.8人/平方公里（2005年）。